# ريتشارد فولر
ريتشارد فولر (بالإنجليزية: Richard Fuller)‏ (1913 ببورول في المملكة المتحدة - 1983) هو لاعب كرة قدم بريطاني (وحمل سابقاً جنسية المملكة المتحدة لبريطانيا العظمى وأيرلندا) في مركز الهجوم. لعب مع بورت فايل وستوكبورت كونتي.